# Alfred Krauss
Pour les articles homonymes, voir Krauss.
Alfred Krauss, né le 2 février 1908 à Ostheim et mort le 11 juin 1957 à Belfort, est un gymnaste artistique français.

## Carrière
Médaillé de bronze par équipe aux Championnats du monde de gymnastique artistique 1926, il participe aux épreuves de gymnastique aux Jeux olympiques d'été de 1928 à Amsterdam avec l'équipe de France, terminant 4e par équipe. 
Il est sacré champion de France du concours général de gymnastique artistique en 1931.
Aux Championnats du monde de gymnastique artistique 1930, il est médaillé d'argent par équipe et aux barres parallèles et médaillé de bronze au sol.